# Kadarka
Kadarka je stara autohtona sorta grožđa Panonske ravnice, korijena sa Skadarskog jezera, iz 17. stoljeća, a prema drugoj teoriji je autohtona mađarska sorta.
Danas je raširena u Mađarskoj i Rumunjskoj. Uzgaja ju se u većim količinama i u Bugarskoj. U Mađarskoj daje neka od najboljih mađarskih crnih vina.  U Vojvodini i Slavoniji je gotovo potpuno izumrla, a dominirala je do 1960-ih i u Vojvodini i u Slavoniji, i u Slavoniji ju je zbog manje osjetljivosti istisnuo crni pinot. Na sjeveru Bačke proizvodnju kadarke oživjela je Vinarija Tonković, butikni projekt obitelji Reljanović-Tonković, a u Hrvatskoj ju planira zasaditi Vlado Krauthaker, slavonski Međimurac, jedan od najuspješnijih hrvatskih vinara, inženjer agronomije i enolog, rodom iz štrigovske vinske obitelji, stipendist kutjevačkih podruma sredinom 1970-ih.
U Slavoniji i Vojvodini je nestala pedesetih i šezdesetih godina 20. stoljeća, zato što je vrlo osjetljiva, a i zbog narasle popularnosti frankovke i crnog pinota. 
U Slavoniji je kadarka osobito bila sađena još sredinom 19. stoljeća. Donio ju je djed vinara Ivana Enjingija, kako kažu povijesni zapisi. Obitelj je dugo bila jedan od velikih proizvođača kadarke. Razlog zašto je kadarka gotovo potpuno nestala i zamijenjena drugom kulturom su njeni preveliki prinosi, gusti grozdovi i tanka kožica, neravnomjerno dozrijevanje, zbog čega je iznimno podložna bolestima i vrlo je teška za ju uzgojiti. Zbog prevelikih sklonosti prinosu, loza vlagu koristi tako dobro da raste divlje i snažno i od toga ne može dobiti dobro vino, pa se pribjegava rješenjima poput kontrole vlažnosti i rasta korovom.
Bere ju se u plitke posude u koje se ne smije staviti više od 14 kg grožđa jer bi se grožđe zbog tanke kožice oštetilo.
Prednosti uzgoja ove sorte su njene izvanredne vinske značajke: puna rubinska boja, srednje tijelo, alkoholi nisu previsoki, jako bogata aromatika i vina su manje ozbiljna potencijala dozrijevanja, meka i svježa. 
Nema presnažne tanine. U mađarskoj literaturi je uspoređuju s crnim pinotom, no u vinogradu nemaju sličnosti.
U Mađarskoj je ostala popularna i kao samostalna sorta, ali i kao bitan dio mješavine (blenda) za cuvée "Bikovu krv".  Danas se samostalno vinificira u Viljanu. Prema procjenama stručnjaka, kadarki više odgovaraju malo veće bačve od standarnih barriquea i poželjno je da vina svake godine odležavaju u novim drvenim bačvama.
Kadarka je u Austro-Ugarskoj bila vino gospode. U Bačkoj je bila najcjenjenije vino. Franz Schubert je ovo svoje omiljeno vino nazivao Szekszárdskim nektarom. Kadarka je Schuberta nadahnula za skladbu klavirski kvintet Pastrva (Forellenquintet). Franz Liszt je također volio kadarku i njoj u čast je skladao pjesmu u čast te vinske regije, Szekszárdska misa (Szekszárdi mise, Férfikari mise, Missa quattuor vocum ad aequales, S. 8 "Szekszárd": Agnus Dei), i svake je godine papi Piju IX. slao kadarku. Tonkovići su tu tradiciju obnovili 2009. godine i poslali ju papi Benediktu XVI. te ju nastavili.